# Harald Zwart
Harald Zwart est un réalisateur néerlando-norvégien né le 1er juillet 1965.

## Biographie
Né aux Pays-Bas, il grandit à Fredrikstad en Norvège. Il réalise des courts métrages dès l'âge de huit ans. Il étudie à l'Académie du film à Amsterdam et son court métrage de fin d'études, La Surprise de Gabriel est remarqué. Il tourne deux clips du groupe A-Ha, Velvet et Forever not Yours. Son film Hamilton qui met en scène un inspecteur de police joué par Peter Stormare deviendra une série télévisée. Il va aux États-Unis pour réaliser le film Divine mais dangereuse, un portrait de femme fatale incarnée par Liv Tyler. Il crée sa propre maison de production Zwart à Fredrikstad. Cette ville, Fredrikstad, sera présente dans tous ses films. Il connaît un succès local avec les films Lange Flate Ballaer 1 et 2 qui racontent les tribulations de supporters de l'équipe de Norvège pendant la coupe du monde en Allemagne. Plus tard, changeant de registre, Zwart tourne La Panthère rose 2 avec Steve Martin et Karaté Kid avec Jaden Smith et Jackie Chan. Il revient ensuite en Norvège en 2017 pour tourner Le 12e Homme sur l'histoire du seul rescapé d'un commando de saboteurs.

## Filmographie

### Courts métrages
- 1990 : La surprise de Gabriel
- 1992 : Parents
- 1993 : Soyez naturelle
- 1996 : Hytta

### Longs métrages
- 1998 : Hamilton
- 2001 : Divine mais dangereuse (One Night At McCool's)
- 2003 : Cody Banks, agent secret (Agent Cody Banks)
- 2008 : Long Flat Balls II
- 2009 : La Panthère rose 2 (The Pink Panther 2)
- 2010 : Karaté Kid (The Karate Kid)
- 2013 : The Mortal Instruments : La Cité des ténèbres (The Mortal Instruments: City of Bones)
- 2017 : Le 12e Homme (Den 12. mann)

## Prix
- Prix Télébec 1994 pour Soyez naturelle au Festival du cinéma international en Abitibi-Témiscamingue